# Mariä Schmerzen (Waldkirch)

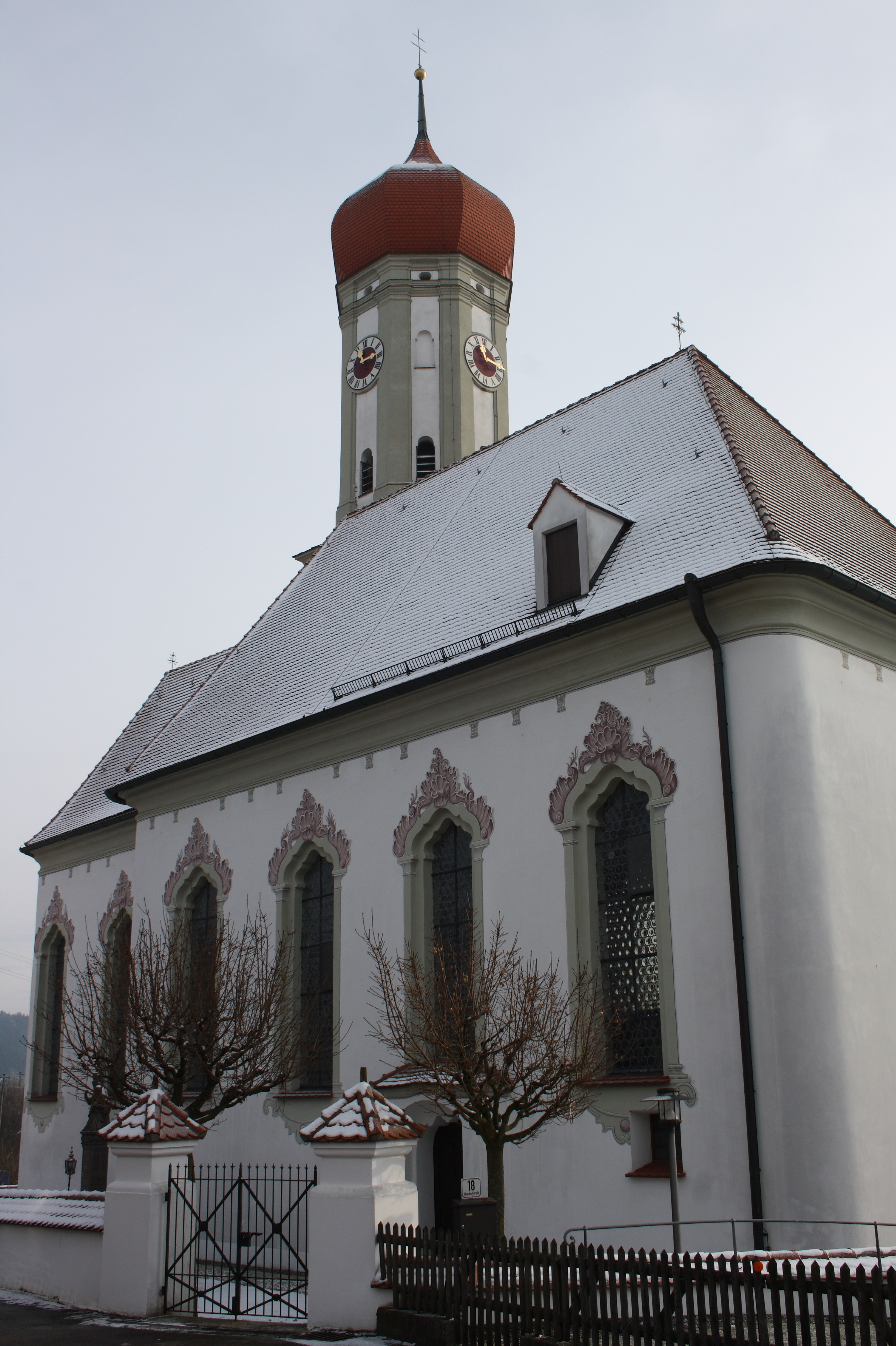
Mariä Schmerzen in Waldkirch, von Norden

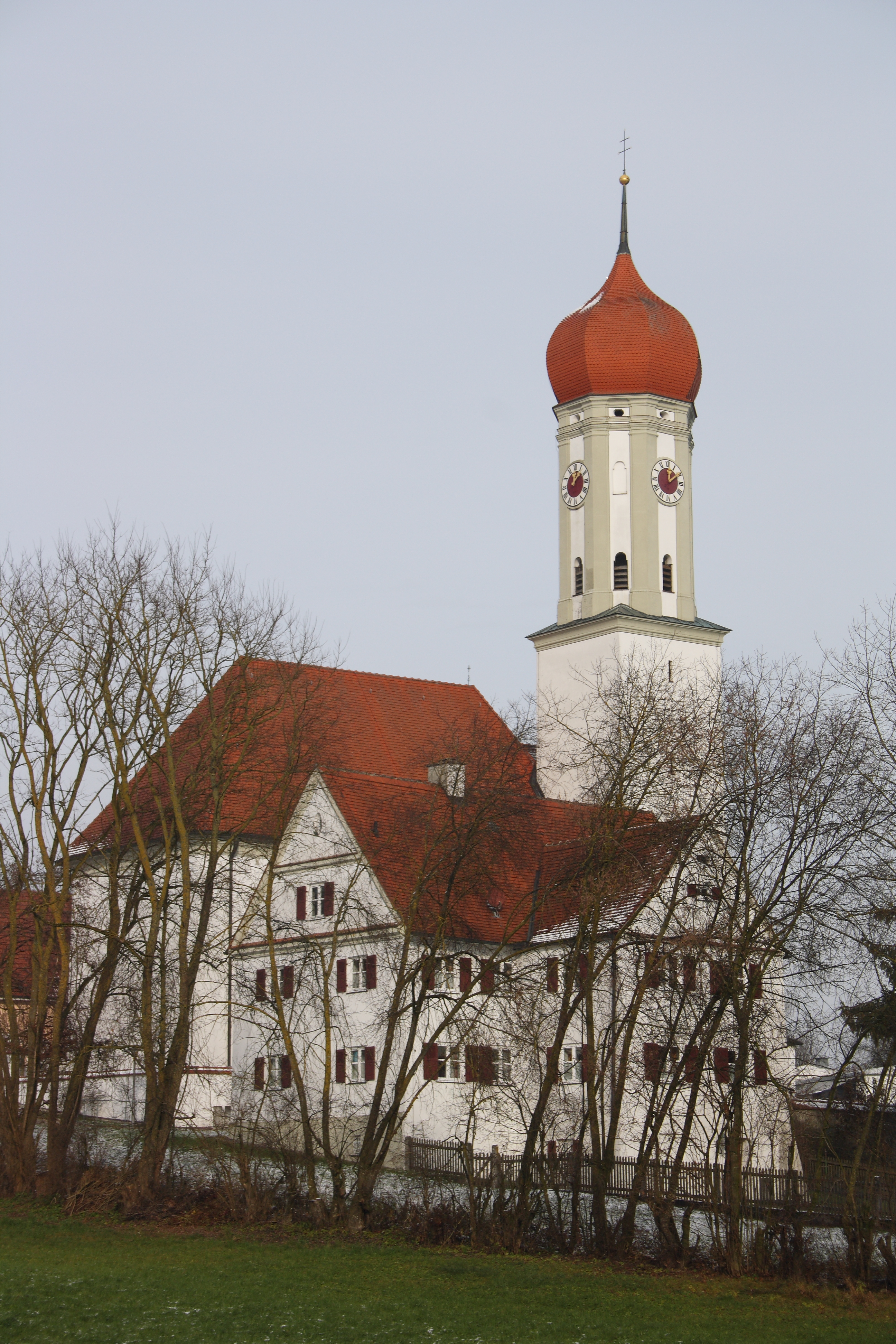
Mariä Schmerzen in Waldkirch, von Süden

Die katholische Pfarr- und Wallfahrtskirche Mariä Schmerzen in Waldkirch, einem Ortsteil von Winterbach im Landkreis Günzburg im bayerischen Regierungsbezirk Schwaben, wurde 1745 von Joseph Dossenberger errichtet. Aus dieser Zeit sind Stuck und Fresken erhalten. Das Gnadenbild, eine Pietà, wird um 1510 datiert. Die Kirche ist ein geschütztes Baudenkmal.

## Geschichte
In Urkunden aus der Zeit um 1300 werden Siedlung und Kirche (Welschenkirche) erstmals erwähnt. Über den Ursprung der Wallfahrt ist jedoch nichts bekannt. In der Ortschronik sind ab dem 14. Jahrhundert mehrmals Stiftungen an Unsere Liebe Frau von Waldkirch vermerkt. Nach dem Dreißigjährigen Krieg wurde die alte Kirche abgebrochen und 1668/69 durch einen Neubau ersetzt. Zwischen 1695 und 1697 erhielt die Kirche durch Schreiner, Bildhauer und Maler aus Lauingen ihre Innenausstattung. Vermutlich wurde ab dem Ende des 17. Jahrhunderts die Wallfahrt wiederbelebt. Wie aus dem Mirakelbuch des Pfarrers Johann Ulrich Rimmele aus dem Jahr 1749 hervorgeht, kamen die Wallfahrer vor allem aus dem Holzwinkel, der Gegend zwischen Zusam, Mindel und Donau. Besonders Mütter erhofften sich Hilfe für ihre kranken Kinder. Als Dank für Heilungen erhielt die Kirche hohe Geld- und Naturalspenden, die den prächtigen Neubau der Wallfahrtskirche im Jahr 1745 ermöglichten.
Ende des 18. Jahrhunderts, im Zeitalter der Aufklärung und im Zusammenhang mit dem Josephinismus, den Reformen des Kaisers Joseph II., die auch das in der habsburgischen Markgrafschaft Burgau gelegene Waldkirch betrafen, ging die Wallfahrt zurück.

## Architektur

### Außenbau

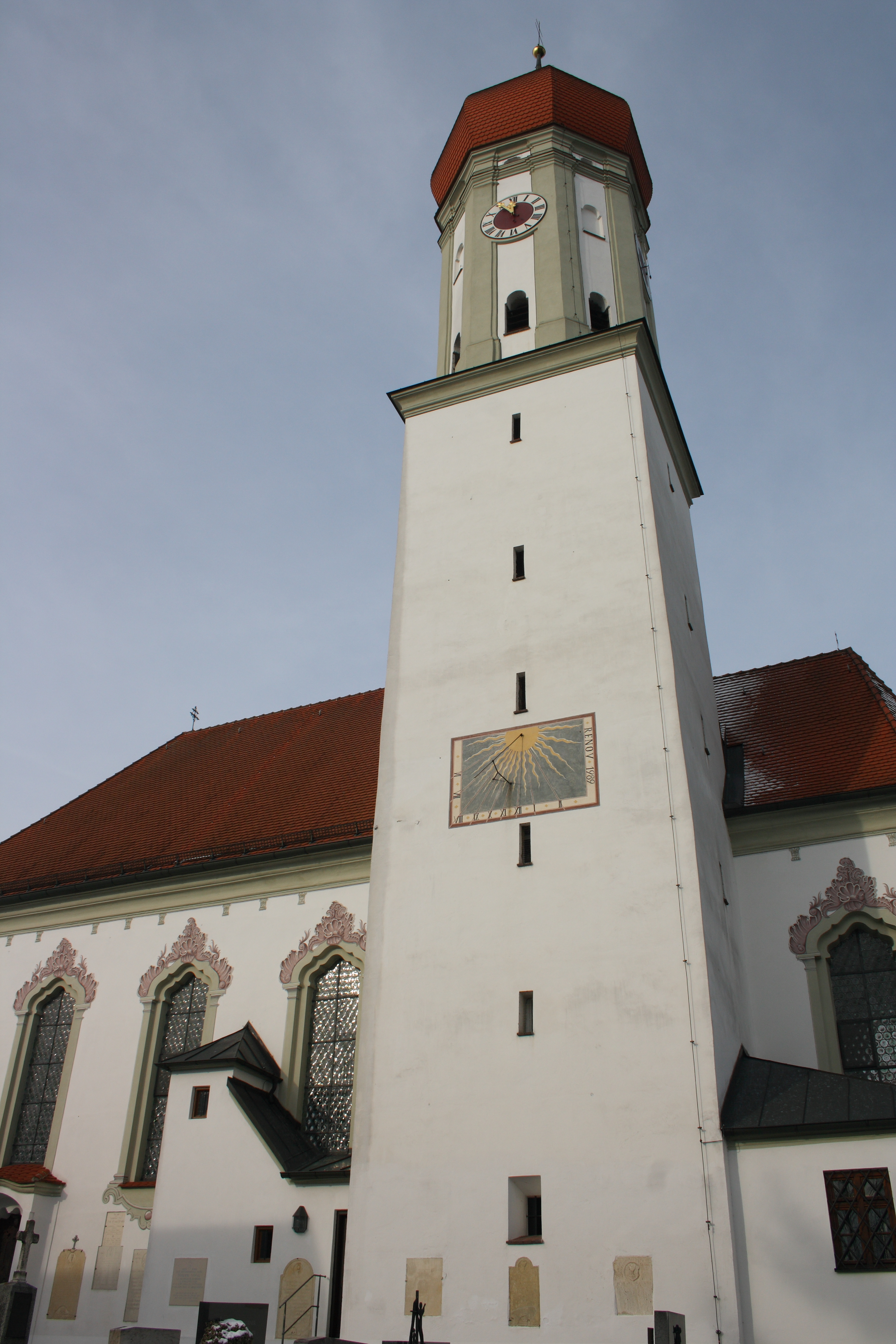
Glockenturm

An der Nordseite des Langhauses erhebt sich der mit einer Zwiebelhaube gedeckte Turm. Auf seinem quadratischen Unterbau sitzt ein zweigeschossiger, oktogonaler Aufbau, der mit Eckpilastern verstärkt und von rundbogigen Klangarkaden durchbrochen ist. Die Fenster von Langhaus und Chor sind an den Außenwänden mit einem Dekor von gemalten Pilastern und Muschelwerk umrahmt. Die Eingänge zur Kirche befinden sich an der Nord- und Südseite.

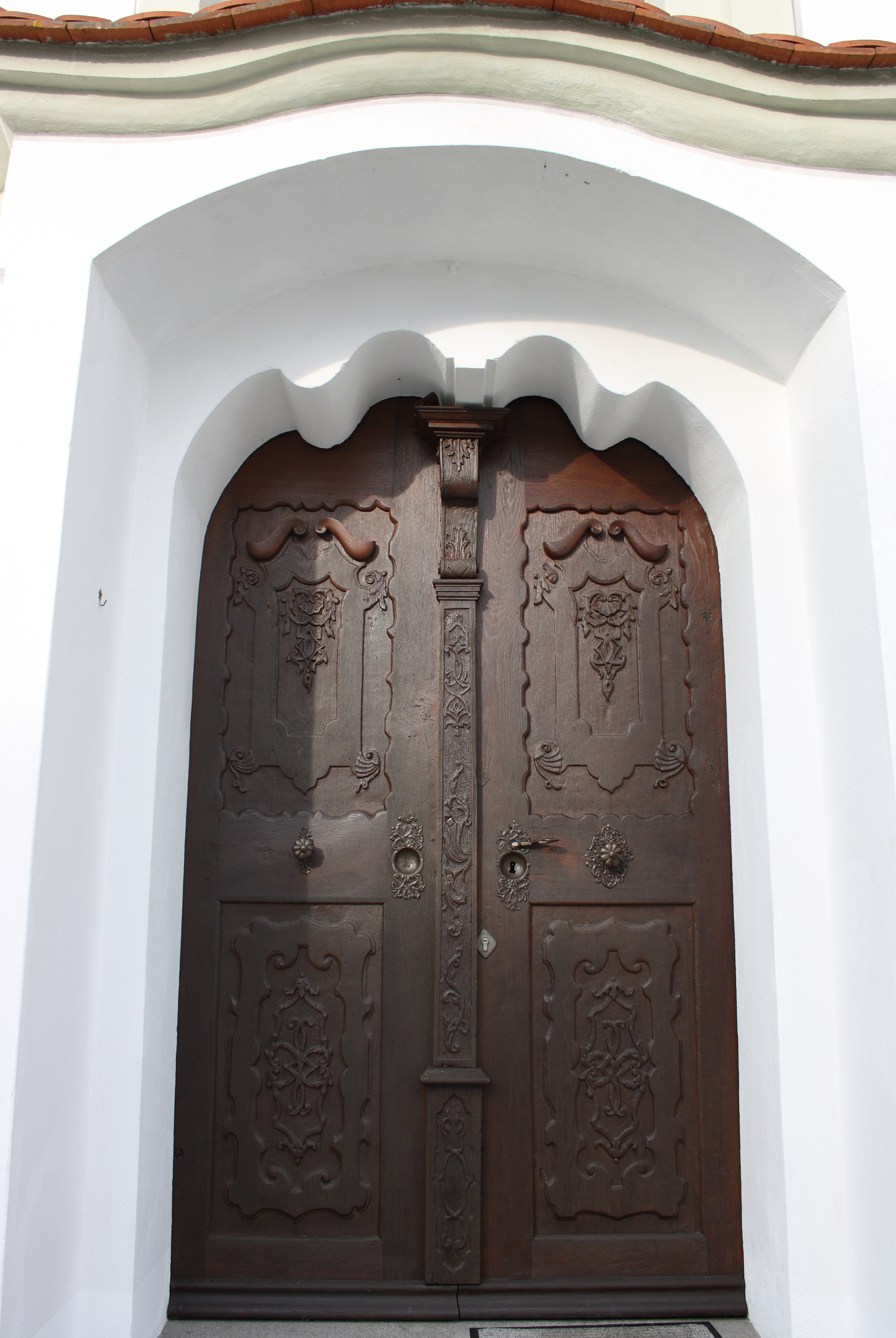
Portal
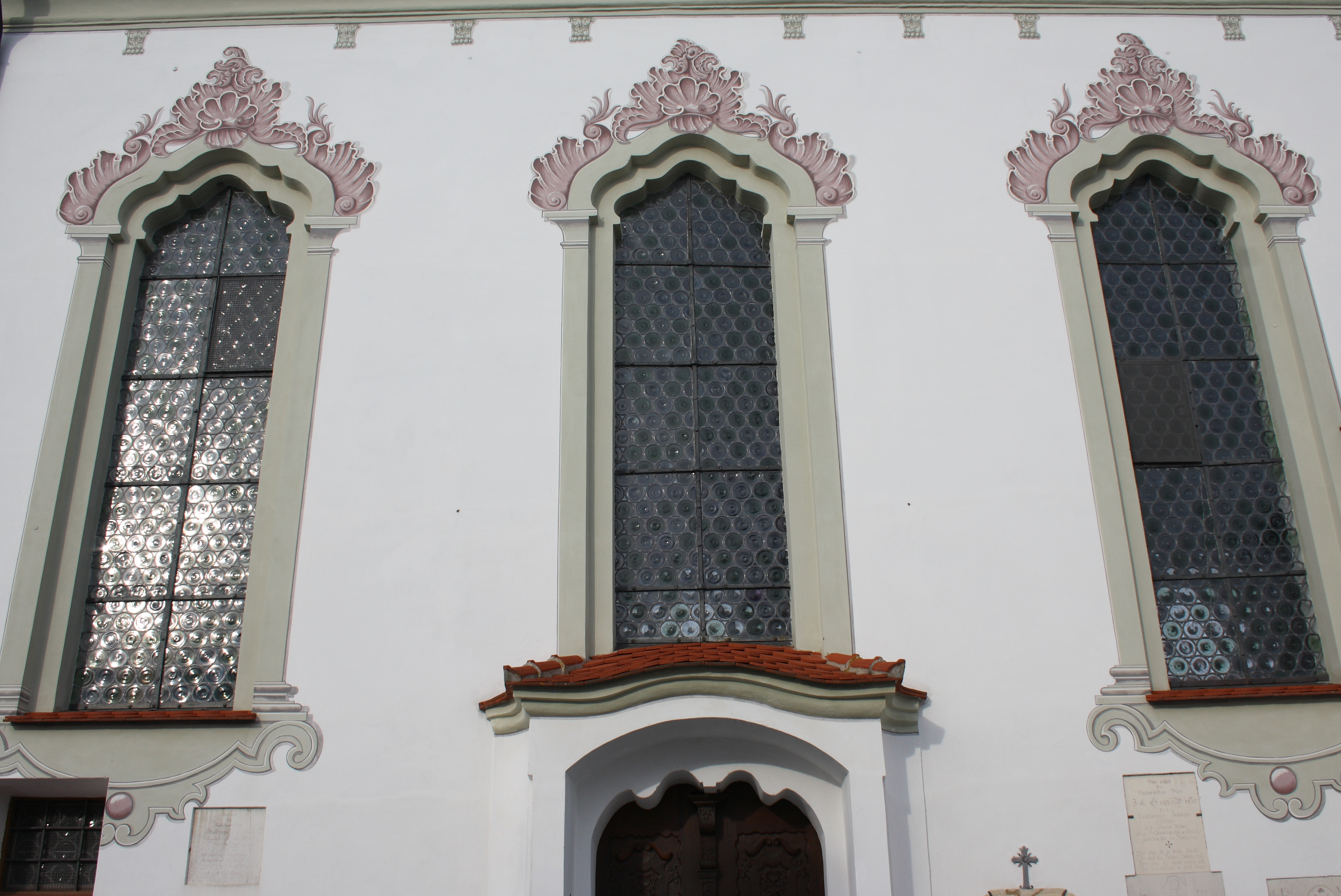
Außenfassade mit Rocailledekor

### Innenraum
Das Langhaus ist einschiffig, in vier Achsen unterteilt und von einer Flachdecke über einer Kehle gedeckt. Der eingezogene Chor ist innen halbrund und außen dreiseitig geschlossen. Die Wände von Chor und Langhaus gliedern Doppelpilaster und große Fenster mit geschweiften Bögen. Den westlichen Abschluss des Langhauses bildet eine Doppelempore mit geschweiften Brüstungen, die auf Vierkantpfeilern aus Holz aufliegt. Auf der oberen Empore ist die Orgel untergebracht.

## Stuck
Der Stuckdekor stammt aus der Erbauungszeit der Kirche und wurde vom Baumeister Joseph Dossenberger selbst ausgeführt. Die Stuckkartuschen über den Pilasterkapitellen rahmen kleine Freskenbilder mit der Darstellung von Heiligen, die von den Bartholomäern verehrt wurden wie der heilige Tosso, der im 8. Jahrhundert Bischof von Augsburg war, der Missionar Gisilarius, der Märtyrer Aquilinus, der heilige Florinus, der heilige Ivo, der Schutzpatron der Juristen, und der heilige Valentin von Rätien, der als einer der ersten Bischöfe von Passau gilt.

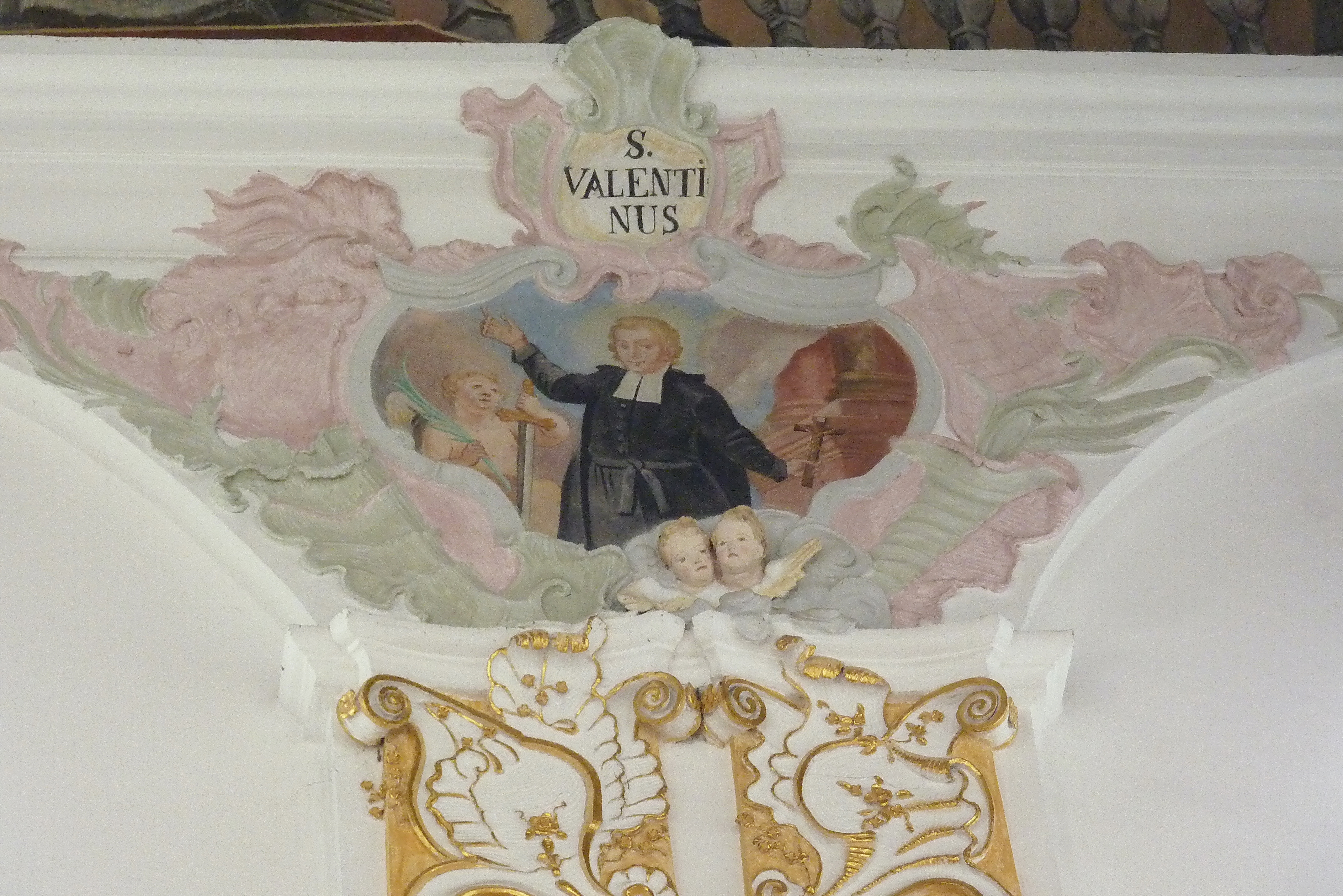
Heiliger Valentinus
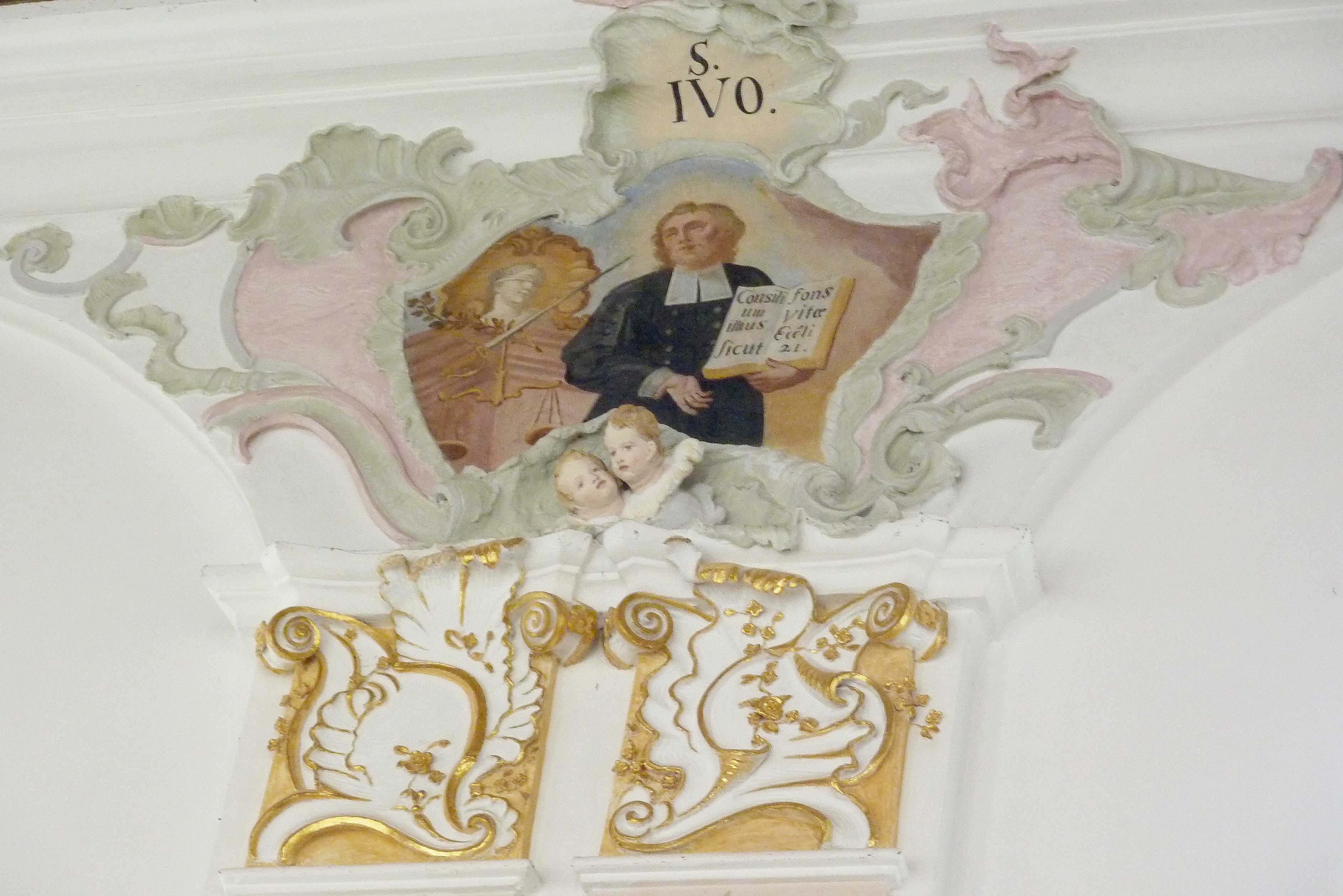
Heiliger Ivo
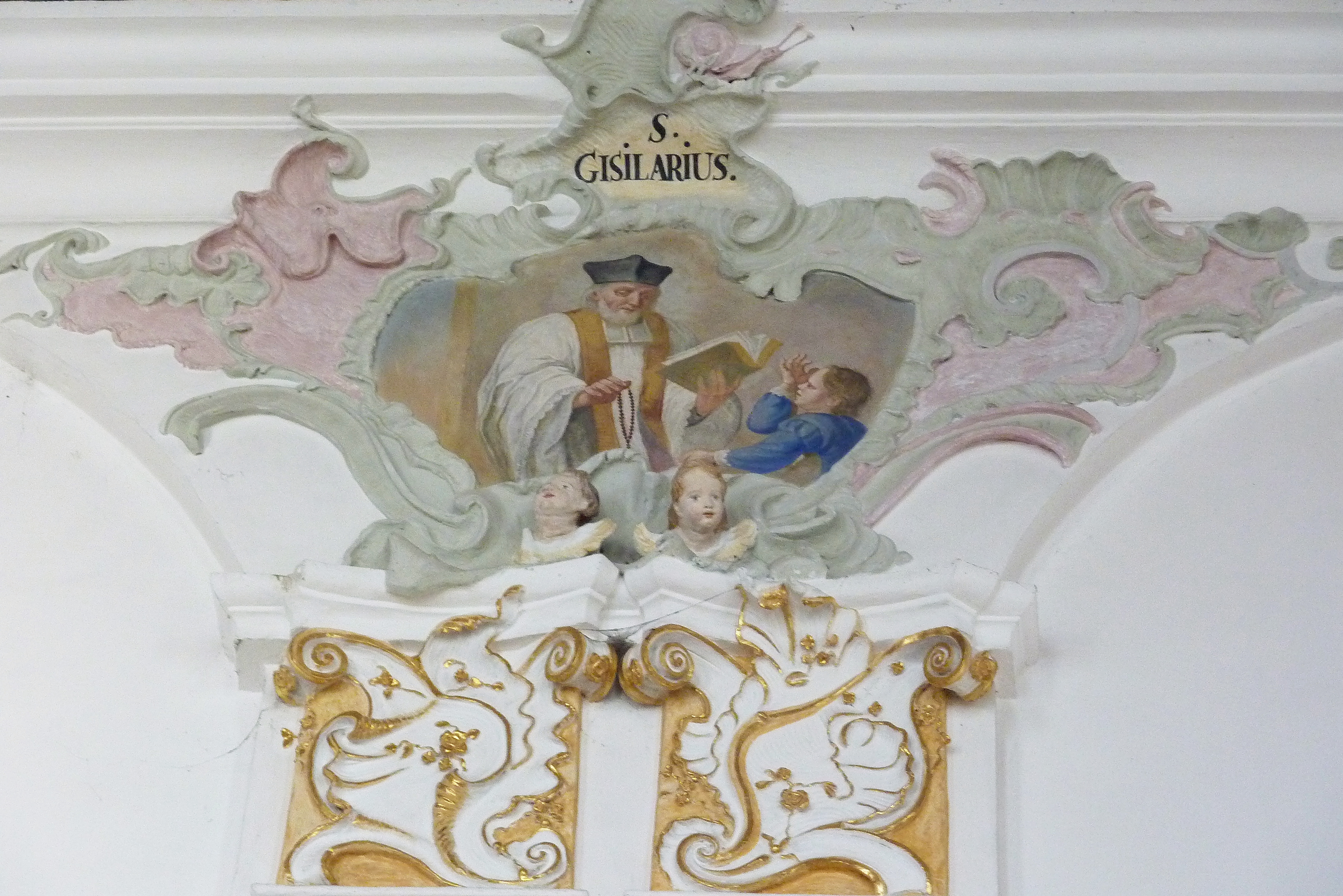
Heiliger Gisilarius
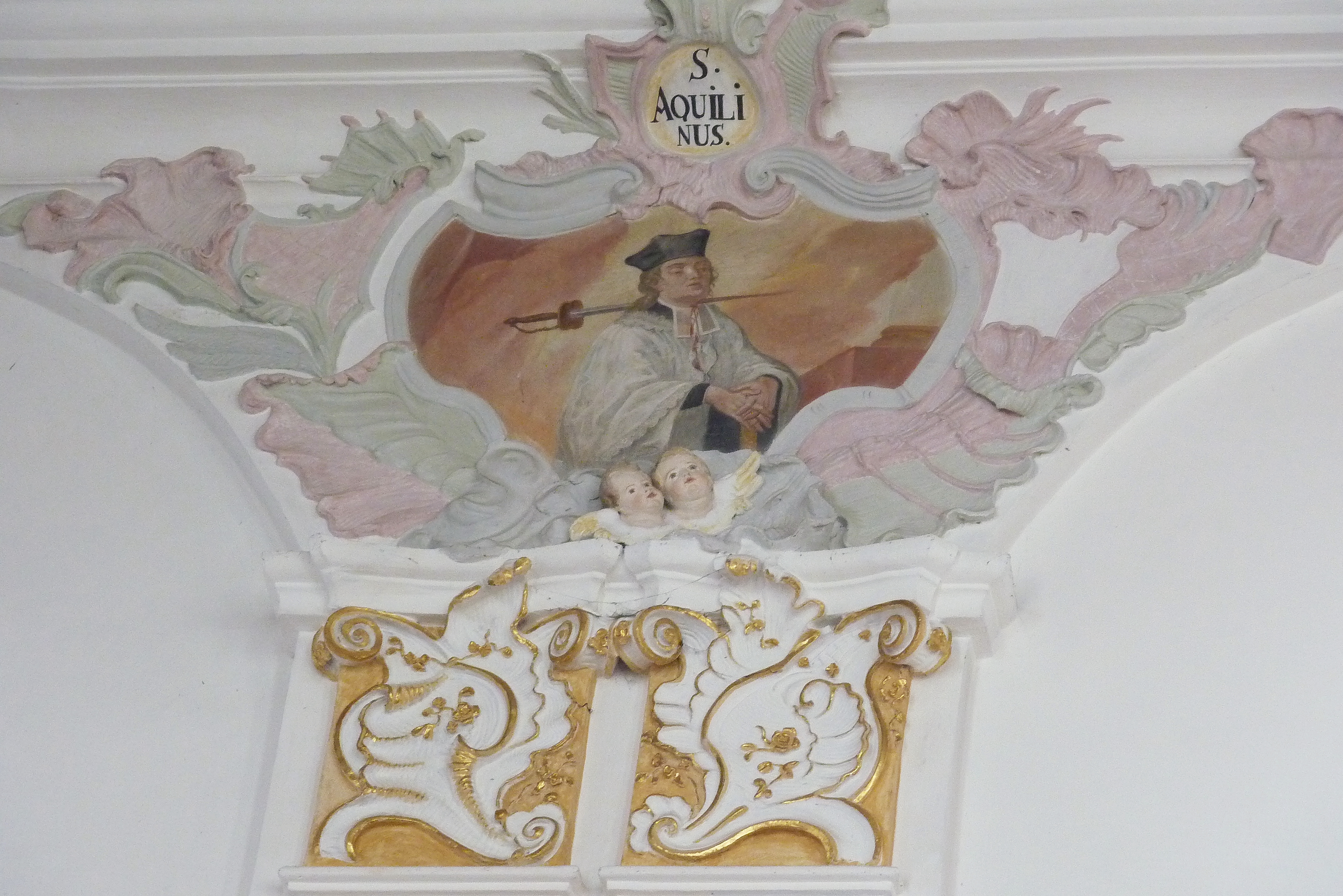
Heiliger Aquilinus

## Deckenbilder

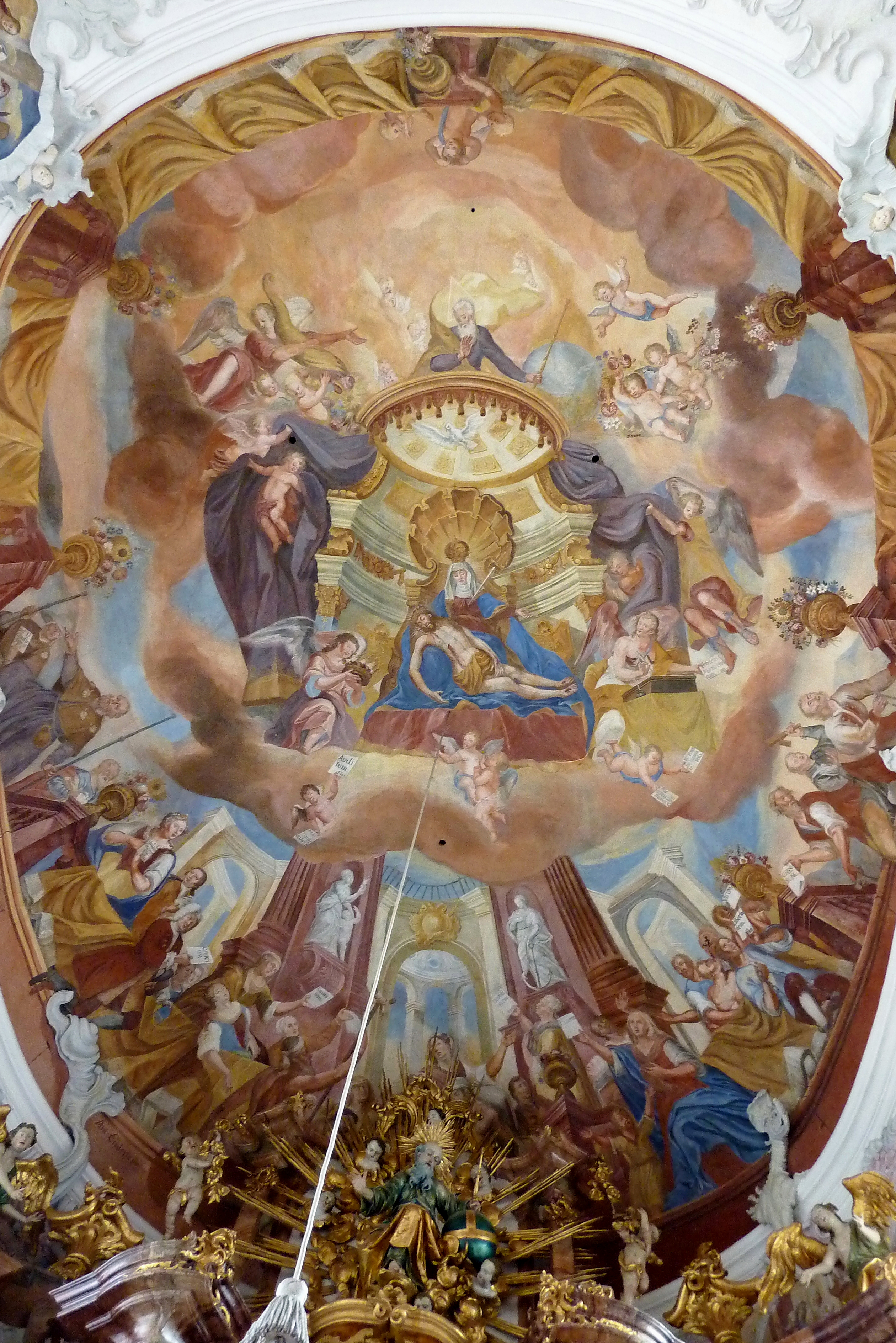
Chorfresko

Die Deckenfresken wurden von Anton Enderle (1700–1761) aus Günzburg, dem Onkel von Johann Baptist Enderle (1725–1798), geschaffen. Zentrales Thema des Chorfreskos ist die Schmerzensreiche Mutter, zu deren Füßen Bittsteller und Leidgeprüfte Gnadenbriefe als Zeichen ihrer Erhörung in Händen halten. Die Fresken in den seitlichen Kartuschen stellen die Sieben Schmerzen Mariens dar (die Beschneidung Jesu, die Flucht nach Ägypten, den zwölfjährigen Jesus im Tempel, die Kreuztragung, die Kreuzigung, die Kreuzabnahme und die Grablegung). Am linken Rand des Freskos ist die Inschrift angebracht: „Anno 1745 Funditus AEdificata est Ecclesia B.V Alariae Sub me J.U.R.“ (Im Jahr 1745 wurde diese Kirche unter dem Schutz der seligen Jungfrau grundgelegt und aufgebaut unter mir, Johann Ulrich Rimmele).

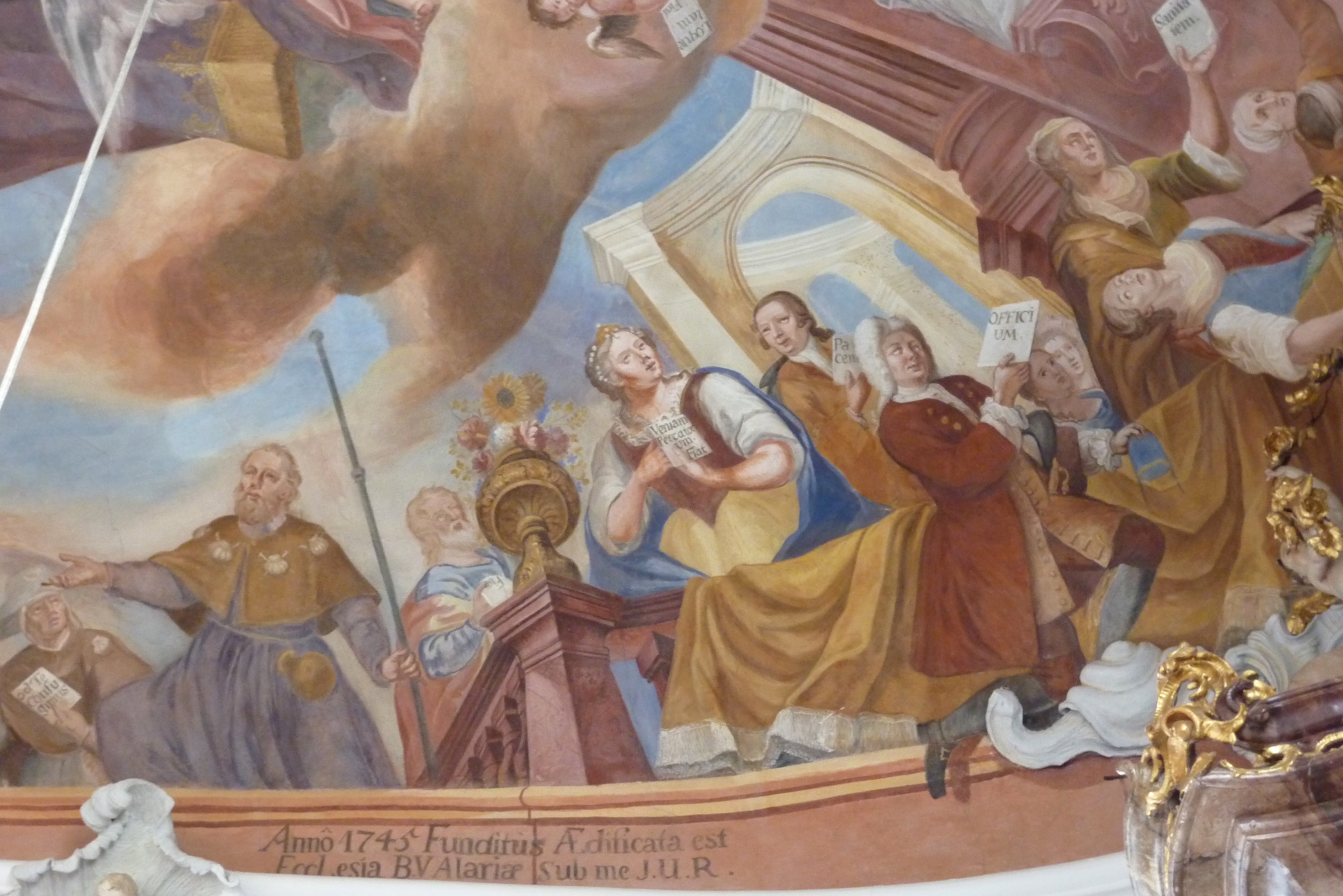
Bittsteller mit Gnadenbriefen, darunter Inschrift
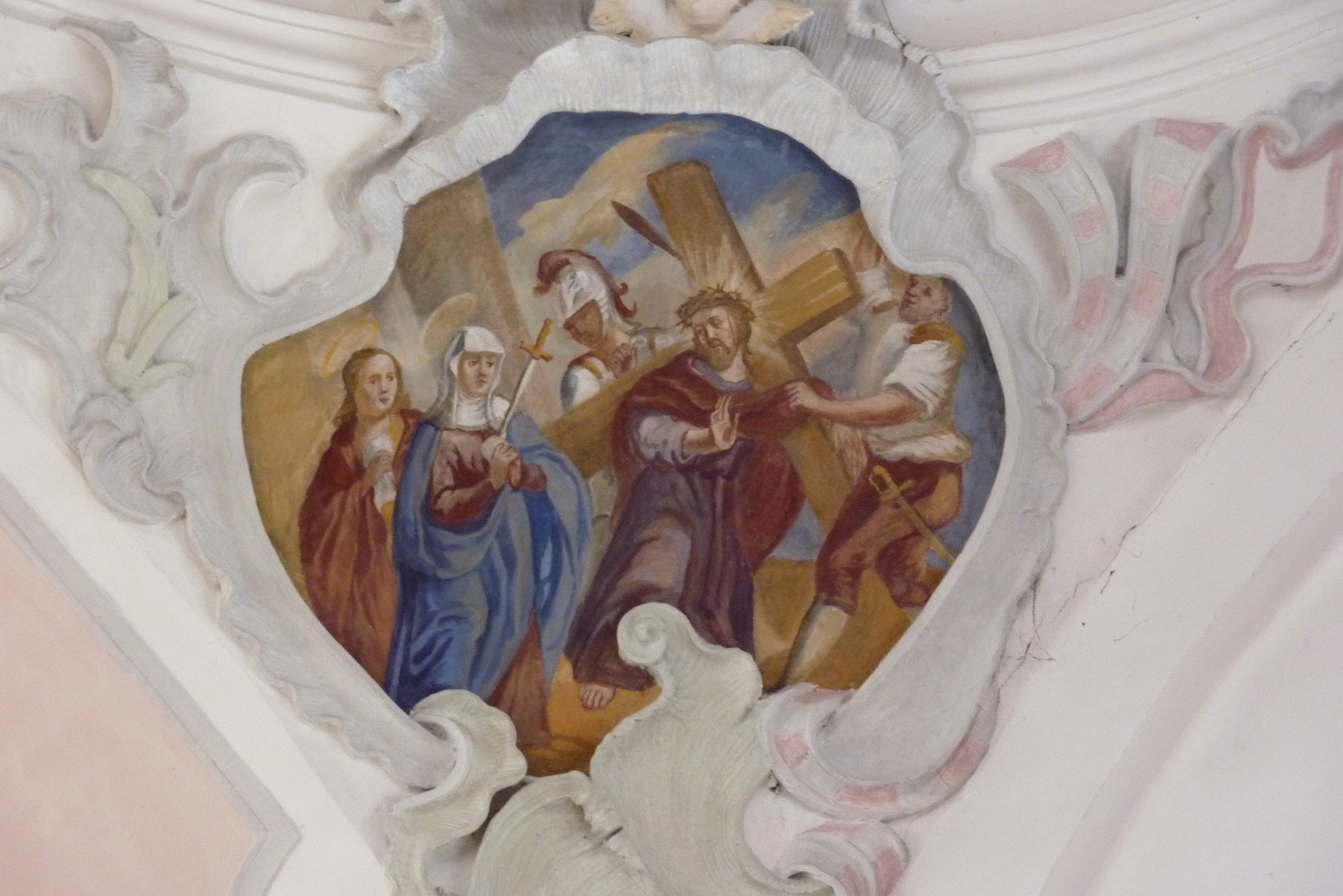
Jesus trägt das Kreuz
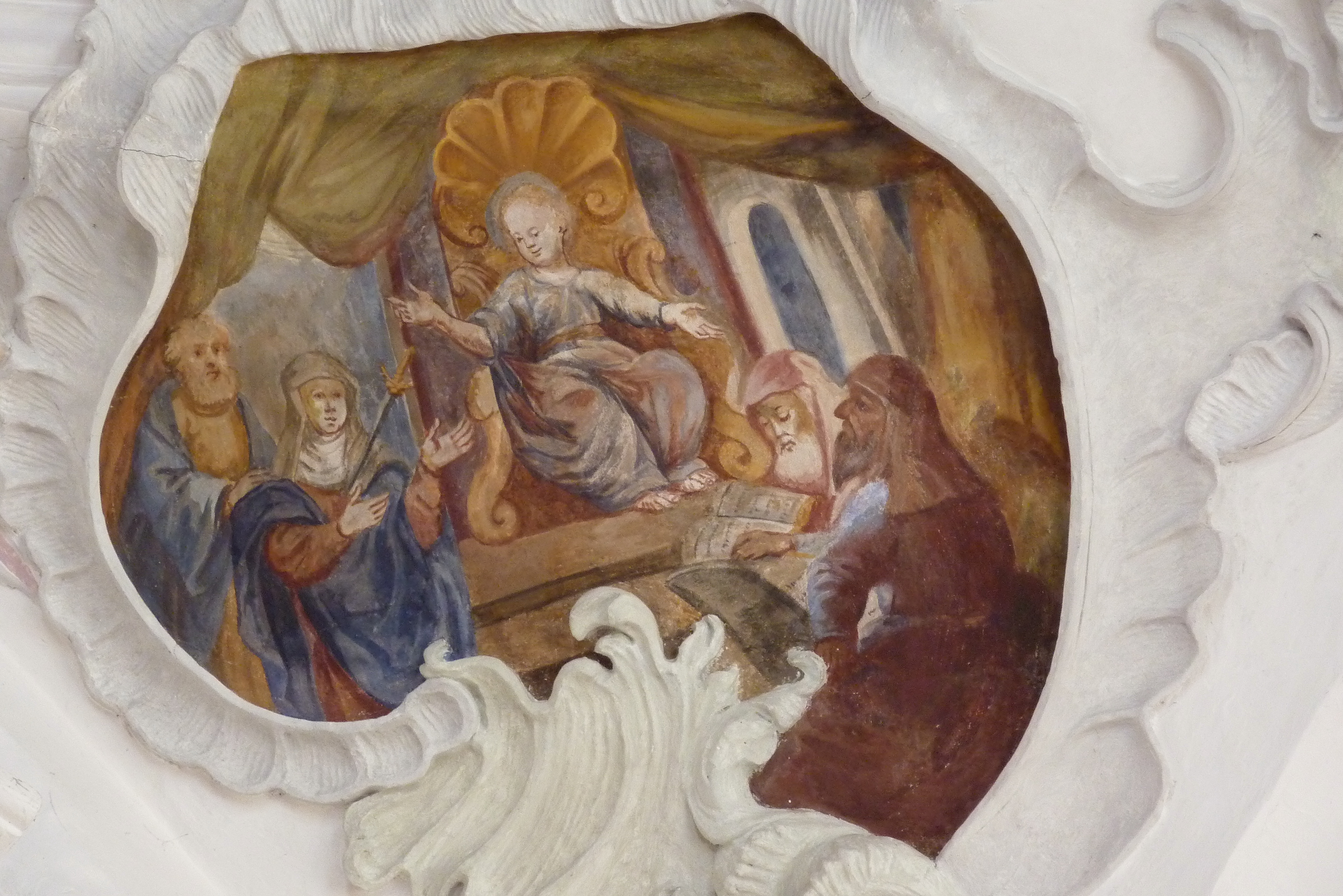
Jesus unter den Schriftgelehrten

Auf dem Fresko des Langhauses thront unter der Dreifaltigkeit Maria als Himmelskönigin, der Johannes Nepomuk als Zeichen seiner Wahrung des Beichtgeheimnisses seine Zunge darbietet. Rechts dahinter schweben der heilige Rochus, der heilige Leonhard und der heilige Wendelin. Auf der linken Seite empfängt der heilige Philipp Neri, der Gründer der Oratorianer von Maria einen Ring als Symbol ihrer mystischen Vermählung. Daneben stehen die Heiligen Sebastian, Antonius und Isidor. Auf der unteren Bildhälfte halten Engel eine Abbildung der Kirche Mariä Schmerzen.
Am äußeren Bildrand werden die vier Erdteile dargestellt, die alle Maria verehren. Sie wechseln mit Szenen aus dem Marienleben (Mariä Geburt, Mariä Verkündigung, Heimsuchung Mariens, Mariä Reinigung). Das Deckenfresko trägt die Signatur „Ant: Enderle Pinxit 1745“.
Über der Orgelempore wird Maria als Mondsichelmadonna dargestellt, wie sie nach der Offenbarung des Johannes einer Schlange den Kopf zertritt. Zu ihrer Linken sitzen der heilige Ulrich, Ignatius von Loyola und Aloisius von Gonzaga, zu ihrer Rechten die heilige Afra, Franz Xaver und Stanislaus Kostka. Die Darstellung von Ignatius von Loyola und Franz Xaver, der Gründer des Jesuitenordens, ist ein Hinweis auf das Bartholomäer-Institut, einer klosterähnlichen, an den Jesuiten orientierten Lebensgemeinschaft von Weltpriestern, das von Bartholomäus Holzhauser (1613–1658) gegründet wurde. In Waldkirch bestand eine Zweigniederlassung des Dillinger Bartholomäer-Instituts, das die Wallfahrt betreute.

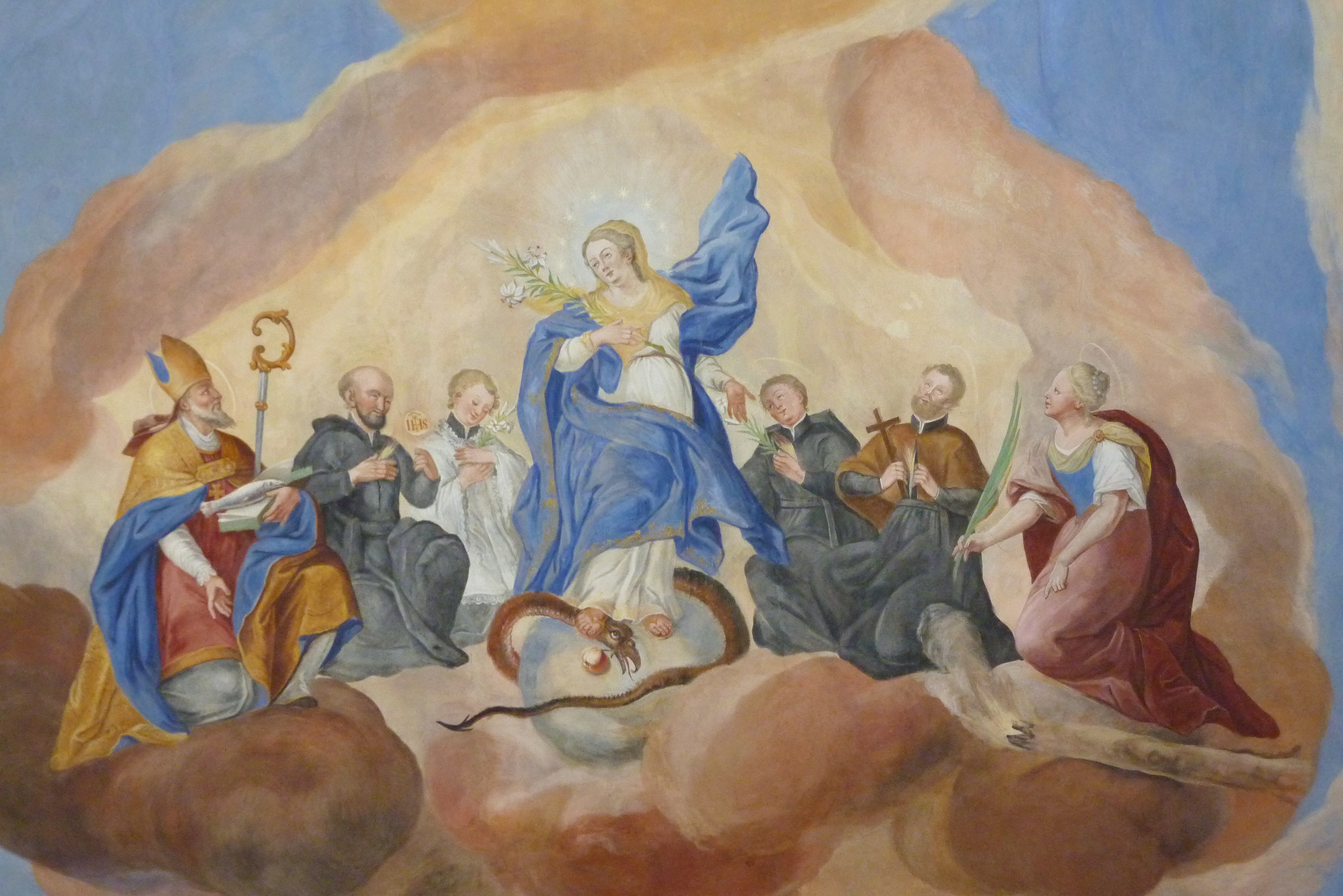
Maria als Mondsichelmadonna, umgeben von Heiligen
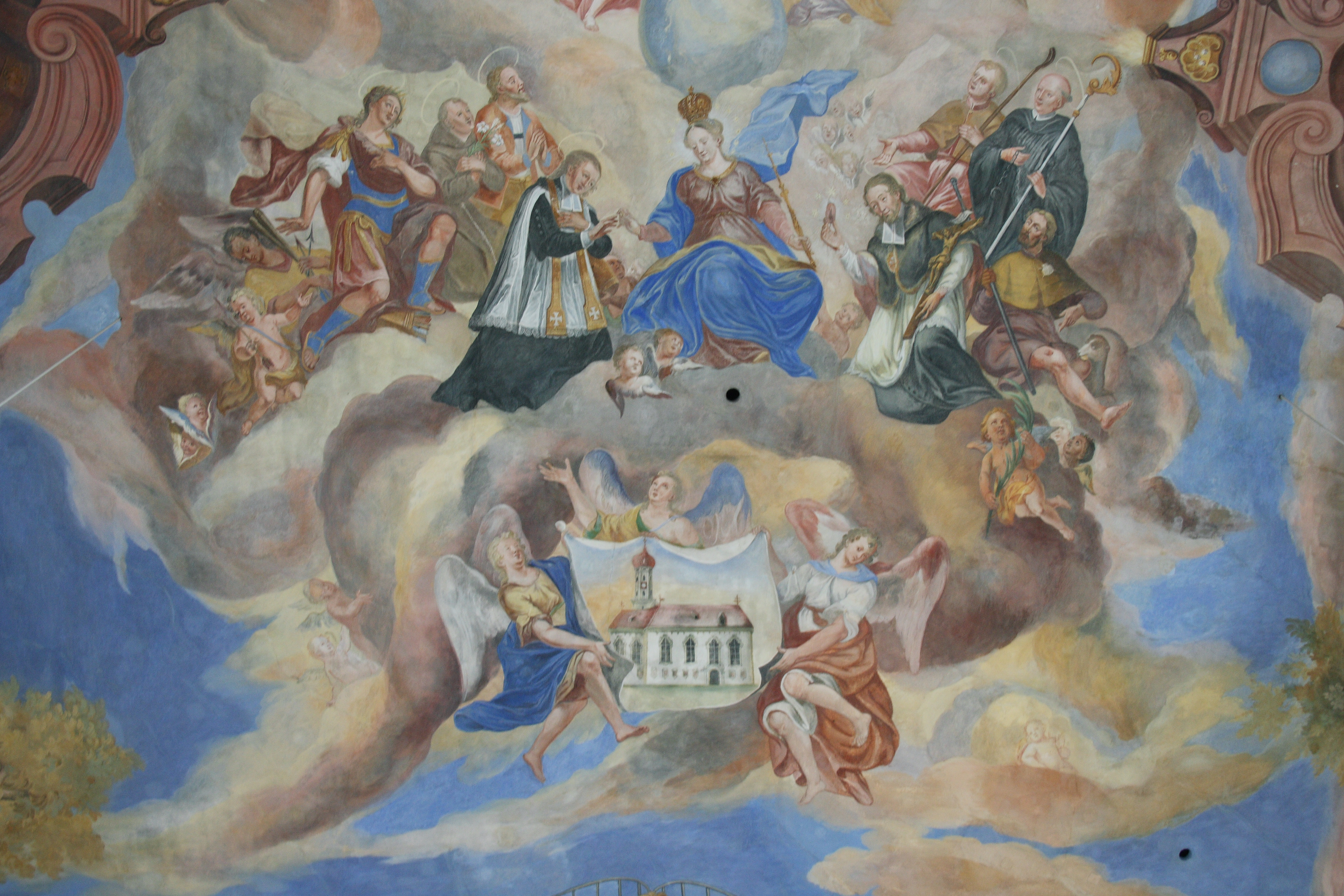
Maria mit Philipp Neri, Johannes Nepomuk und Heiligen, unten Darstellung der Kirche
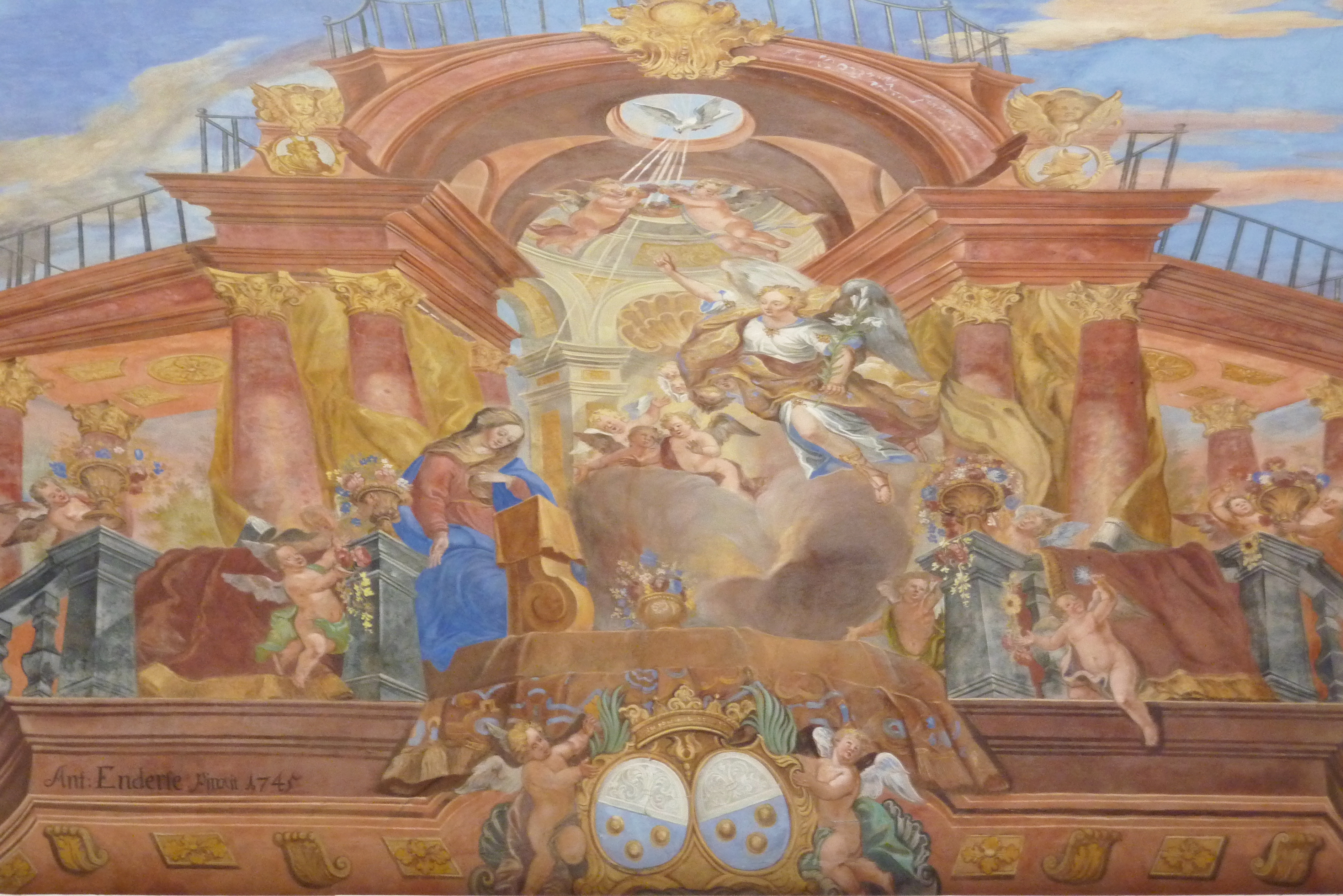
Verkündigungsszene und Signatur des Malers

## Emporenbilder

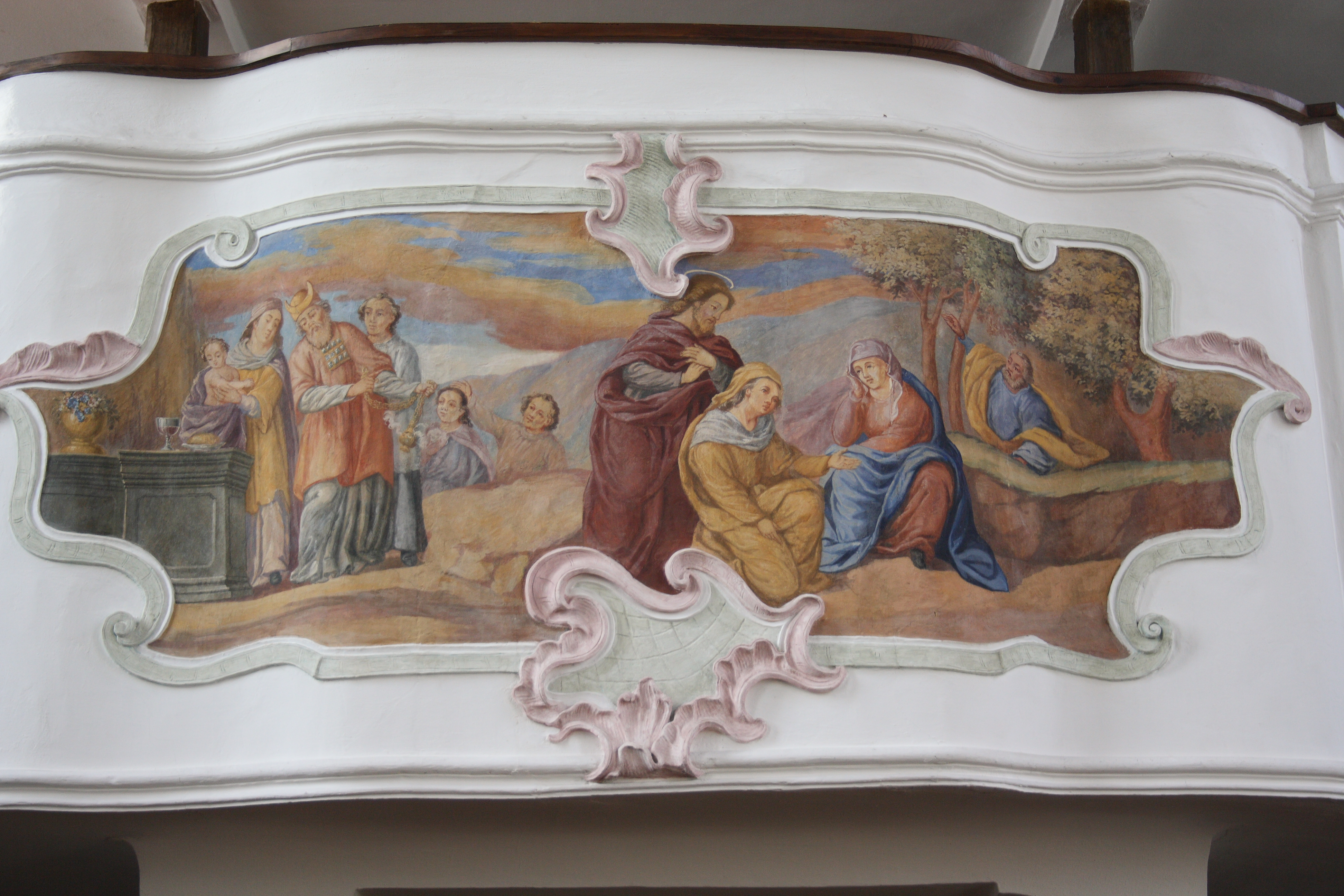
Emporenbild

Die oberen Emporenbilder sind König David (links) und der heiligen Cäcilia (rechts) gewidmet. Das mittlere Gemälde stellt den Propheten Jeremias dar, der das zerstörte Jerusalem beweint und in seiner Klage an Maria erinnert, die um ihren toten Sohn trauert. Auch das mittlere Bild der unteren Empore ist der Trauer gewidmet. Es zeigt die heilige Anna, die Mutter Marias, die Klagelieder wegen ihrer langen Kinderlosigkeit singt. Im Hintergrund wird die sogenannte Opferung Mariens geschildert, die von ihren Eltern Anna und Joachim in den Tempel gebracht wird. Die äußeren Bilder haben die Verehrung des Kreuzes zum Thema.

## Ausstattung

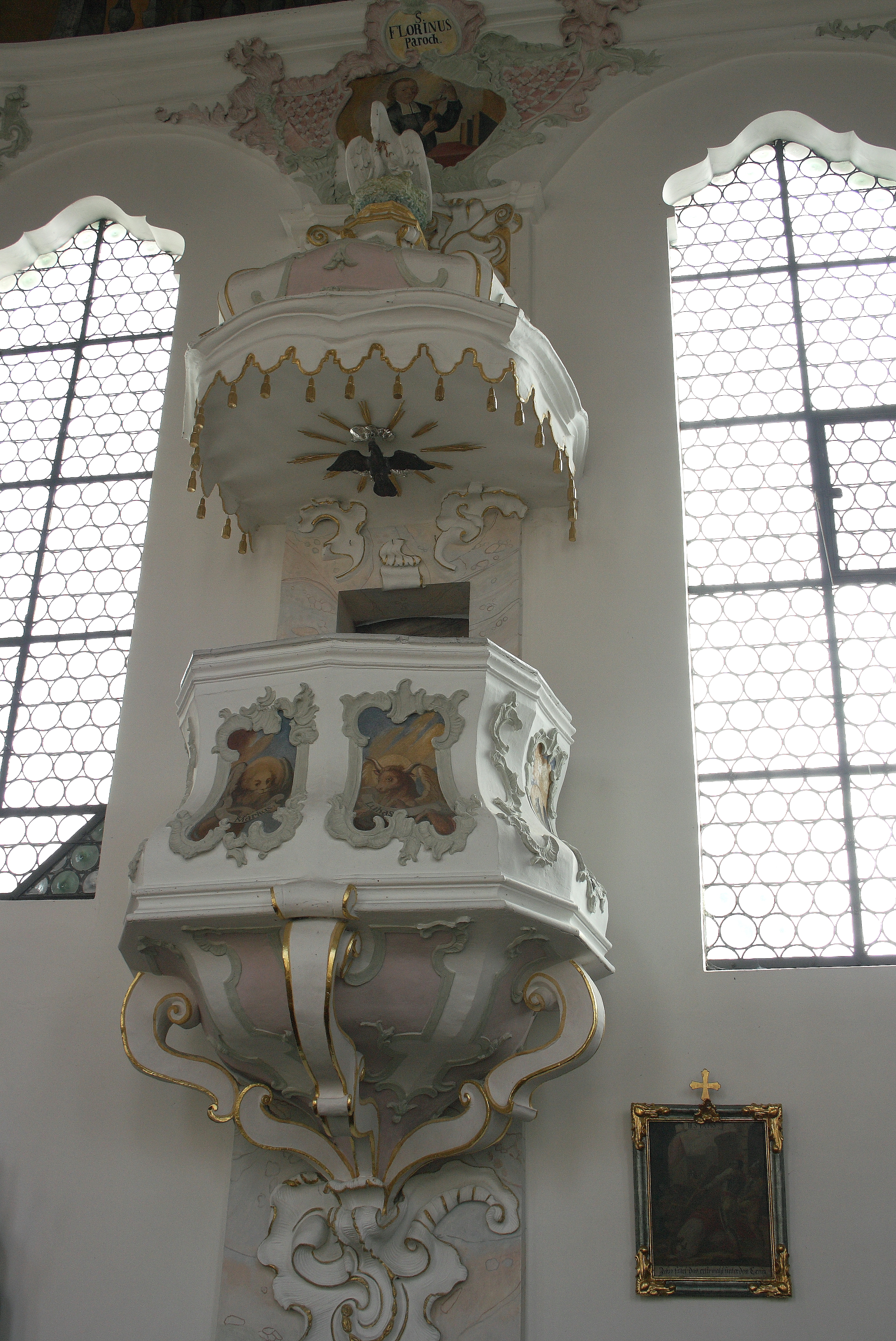
Kanzel

- Die spätgotische Madonna neben dem südlichen Seitenaltar (Josephsaltar) stammt aus der Wallfahrtskapelle Frauenbrunn.
- Der linke Seitenaltar birgt das Gnadenbild und Ziel der Wallfahrt, eine Pietà, auch Vesperbild genannt. Es ist aus Holz geschnitzt und wird in die Zeit um 1510 datiert.
- Auf dem linken Seitenaltar steht über dem Gnadenbild eine überlebensgroße Figur des heiligen Nepomuk. Im Auszugsbild sind der heilige Sebastian und der heilige Rochus dargestellt.
- Die Skulptur auf dem rechten Seitenaltar stellt den heiligen Leonhard dar. Das Auszugsbild ist dem heiligen Antonius und dem heiligen Wendelin gewidmet.
- Der Hochaltar ist eine Arbeit des Dillinger Bildhauers Johann Michael Fischer (1717–1801). Der Altar wird von Gottvater bekrönt, der von einem Strahlenkranz umgeben ist und die Weltkugel und ein Zepter in den Händen hält. Darunter schwebt eine Taube als Symbol des Heiligen Geistes. In der Mitte des Altares ist der gekreuzigte Christus dargestellt, zu dessen Füßen Maria Magdalena kniet. Links steht Maria, auf der rechten Seite der Apostel Johannes, der Lieblingsjünger Jesu. Zu beiden Seiten des Kreuzes schweben Engel, die die Leidenswerkzeuge halten. Auf dem Tabernakel ist das Lamm Gottes dargestellt, das auf dem Buch mit sieben Siegeln liegt.
- Die Kreuzweggemälde stammen aus der Erbauungszeit der Kirche.
- Am Korpus der Kanzel sind die Symbole der vier Evangelisten dargestellt. Den Schalldeckel bekrönt ein Pelikan, der für die selbstlose Liebe, den Opfertod und die Auferstehung Christi steht.

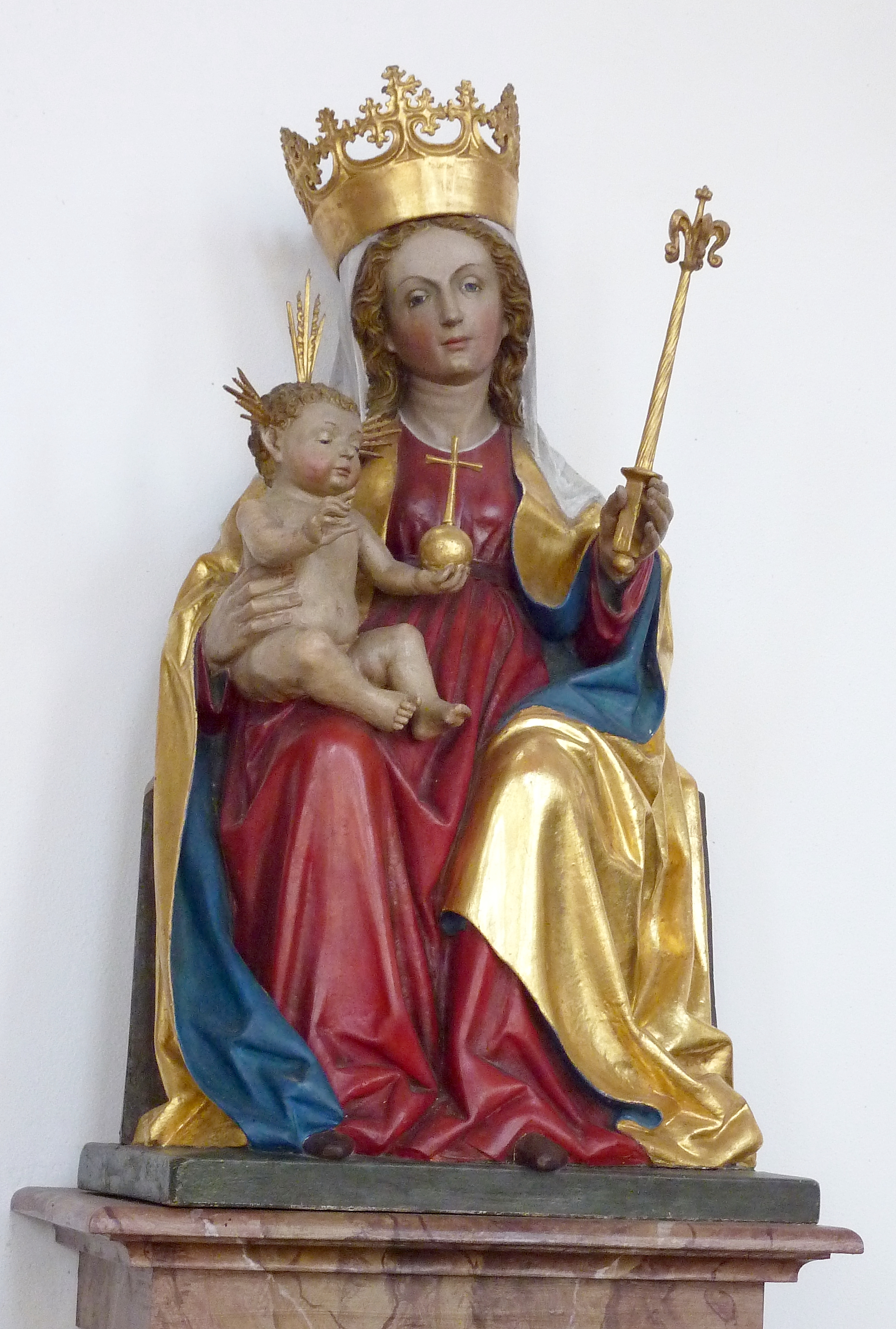
Madonna mit Kind
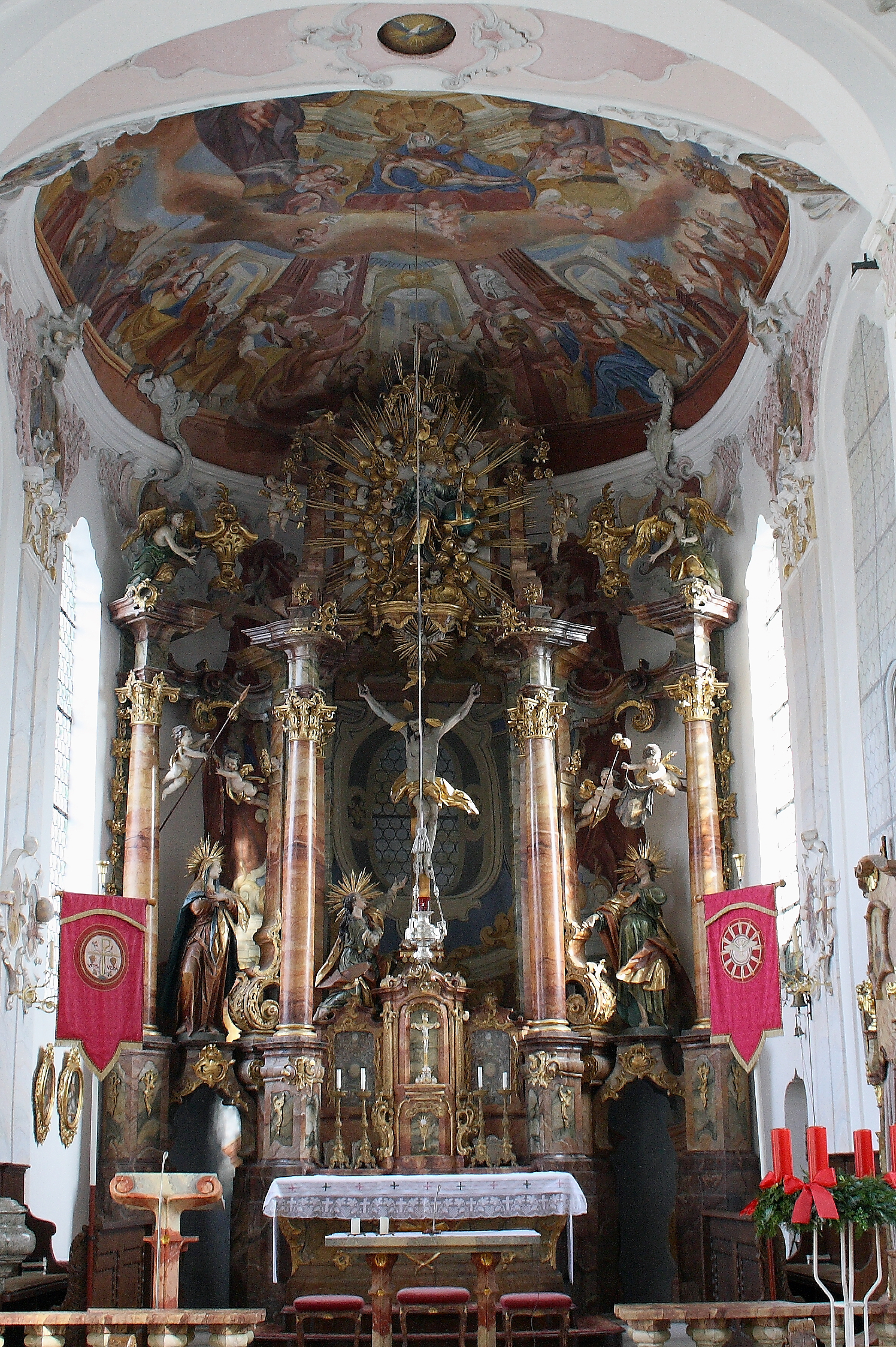
Hochaltar
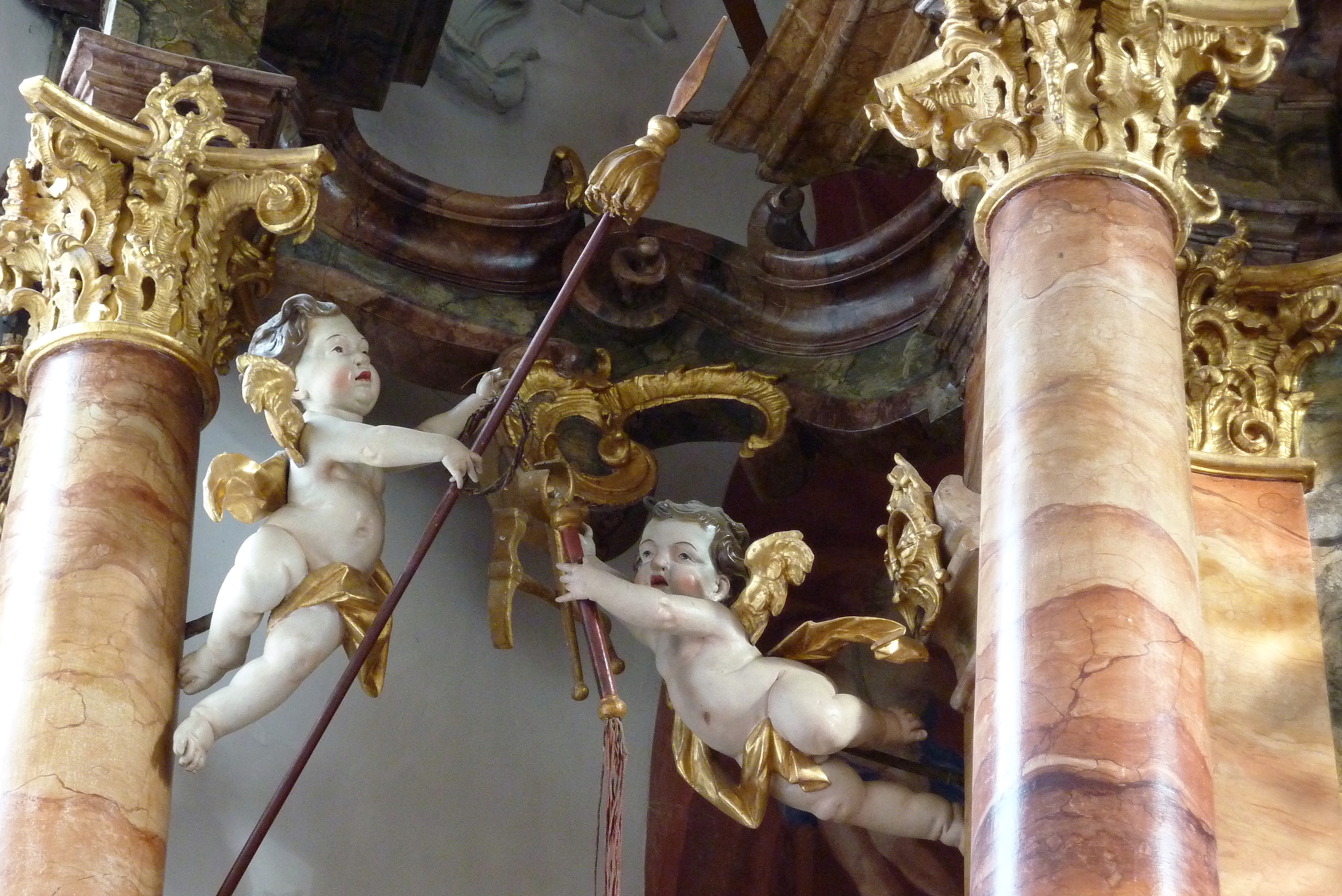
Engel am Hochaltar

## Orgel

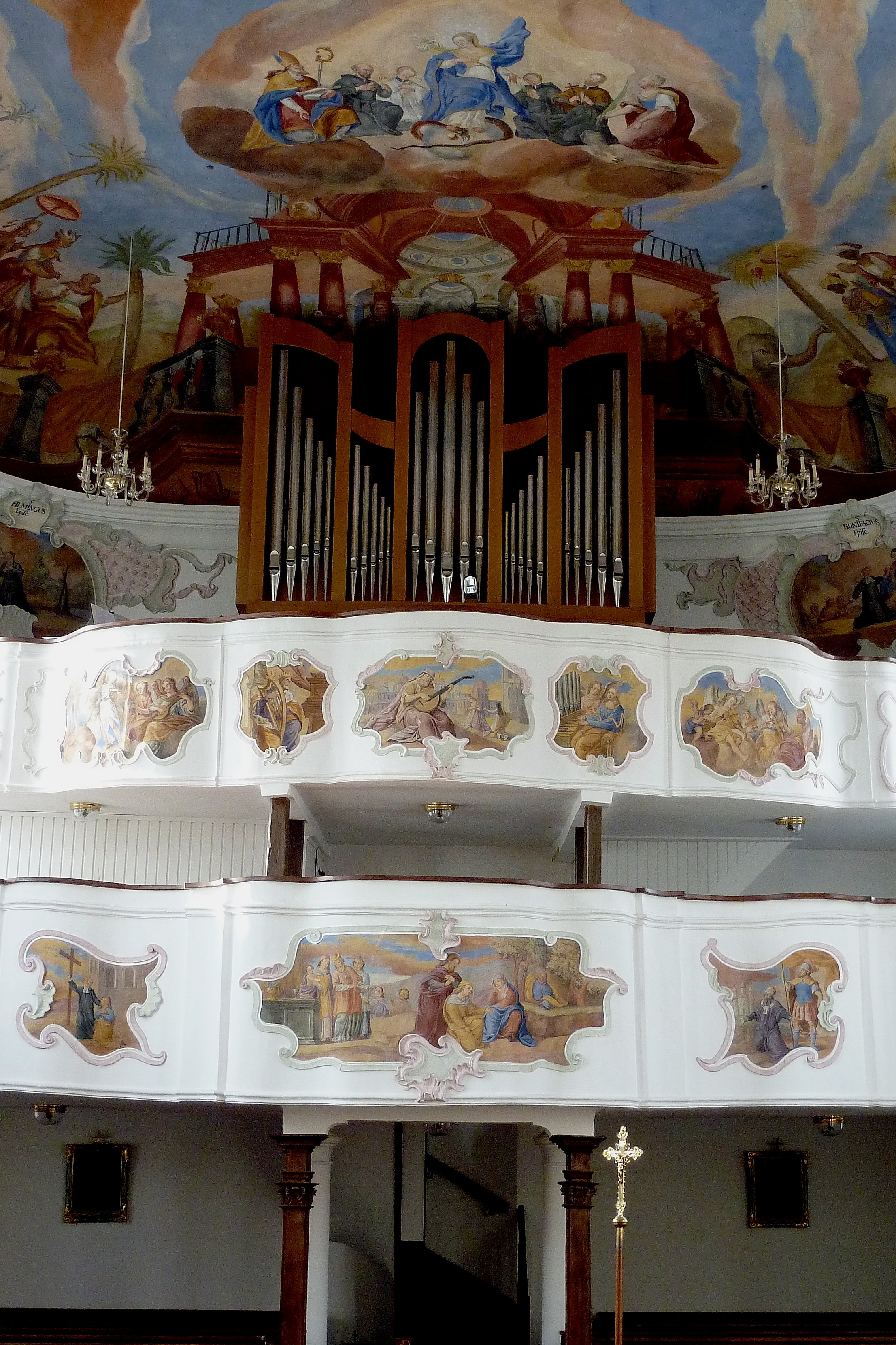
Doppelempore mit Orgel

Die Orgel ist im oberen Teil der zweistöckigen Empore eingebaut. Sie wurde im Jahr 2009 von dem Orgelbauer Andreas Offner aus Kissing neu geschaffen. In dem fünfachsigen Prospekt stehen in jedem Flachfeld fünf Prospektpfeifen. Das Instrument verfügt über 14 Register, die auf zwei Manuale und Pedal verteilt sind. Die Disposition lautet wie folgt:
| I Hauptwerk C–f3 |       |
| Principal        | 8′    |
| Rohrflöte        | 8′    |
| Oktave           | 4′    |
| Quinte           | 2 ⁄3′ |
| Super-Oktave     | 2′    |
| Mixtur           | 1 ⁄3′ |

| Pedal C–d1  |     |
| Subbass     | 16′ |
| Gedecktbass | 8′  |

- Koppeln: II/I, I/P, II/P